# Риттберг, Алисия фон
Алисия Хелена Валерия, графиня фон Риттберг (нем. Alicia Helena Valerie Gräfin von Rittberg; род. 10 декабря 1993, Мюнхен, Бавария, Германия) — немецкая актриса кино и телевидения, лауреат Баварской телевизионной премии, премии «Бэмби» и других кинонаград. С 2014 года участвует в международных проектах, в числе которых фильм «Ярость» (2014), сериал «Становление Елизаветы» (2022).

## Биография
Алисия фон Риттберг родилась в 1993 году в Мюнхене. Она принадлежит к аристократическому роду, представители которого носят графский титул. Алисия росла в Мюнхене с тремя братьями, училась в гимназии Вильгельма, изучала экономику и корпоративный менеджмент в университете Цепеллина во Фридрихсхафене. С 2000 года она снималась на телевидении. В 2008 году получила первую заметную роль, в немецком телесериале «Моя замечательная фамилия», в 2009 году впервые появилась в кино — в фильме «Роми», где сыграла юную Роми Шнайдер. За главную роль в телефильме «И все молчали» Риттберг получила Баварскую телевизионную премию (2013).
В 2014 году Риттберг впервые приняла участие в международном проекте: она снялась в американском военно-приключенческом боевике «Ярость» в роли немки, оказывающей вынужденное гостеприимство экипажу американского танка. В 2022 году Риттберг сыграла Елизавету Тюдор в британском историческом сериале «Становление Елизаветы». Она является лауреатом кинопремии Гюнтера Рорбаха (2013), премии New Faces Award (2014), премии «Бэмби» (2017), Сеульской интернациональной премии (2019).
Фильмография
| Год       |   | Русское название          | Оригинальное название      | Роль            |
| --------- | - | ------------------------- | -------------------------- | --------------- |
| 2008—2009 | с | Моя замечательная фамилия | Meine wunderbare Familie   | Лили Сандер     |
| 2009      | ф | Роми                      | Romy                       | Роми Шнайдер    |
| 2012—2012 | с | И все молчали             | Und alle haben geschwiegen | Луиза Юнг       |
| 2014      | ф | Ярость                    | Fury                       | Эмма            |
| 2018      | ф | Воздушный шар             | Ballon                     | Петра Ветцель   |
| 2020      | ф | Сопротивление             | Resistance                 | Регина          |
| 2022—2022 | с | Становление Елизаветы     | Becoming Elizabeth         | Елизавета Тюдор |